# 阪急百貨店

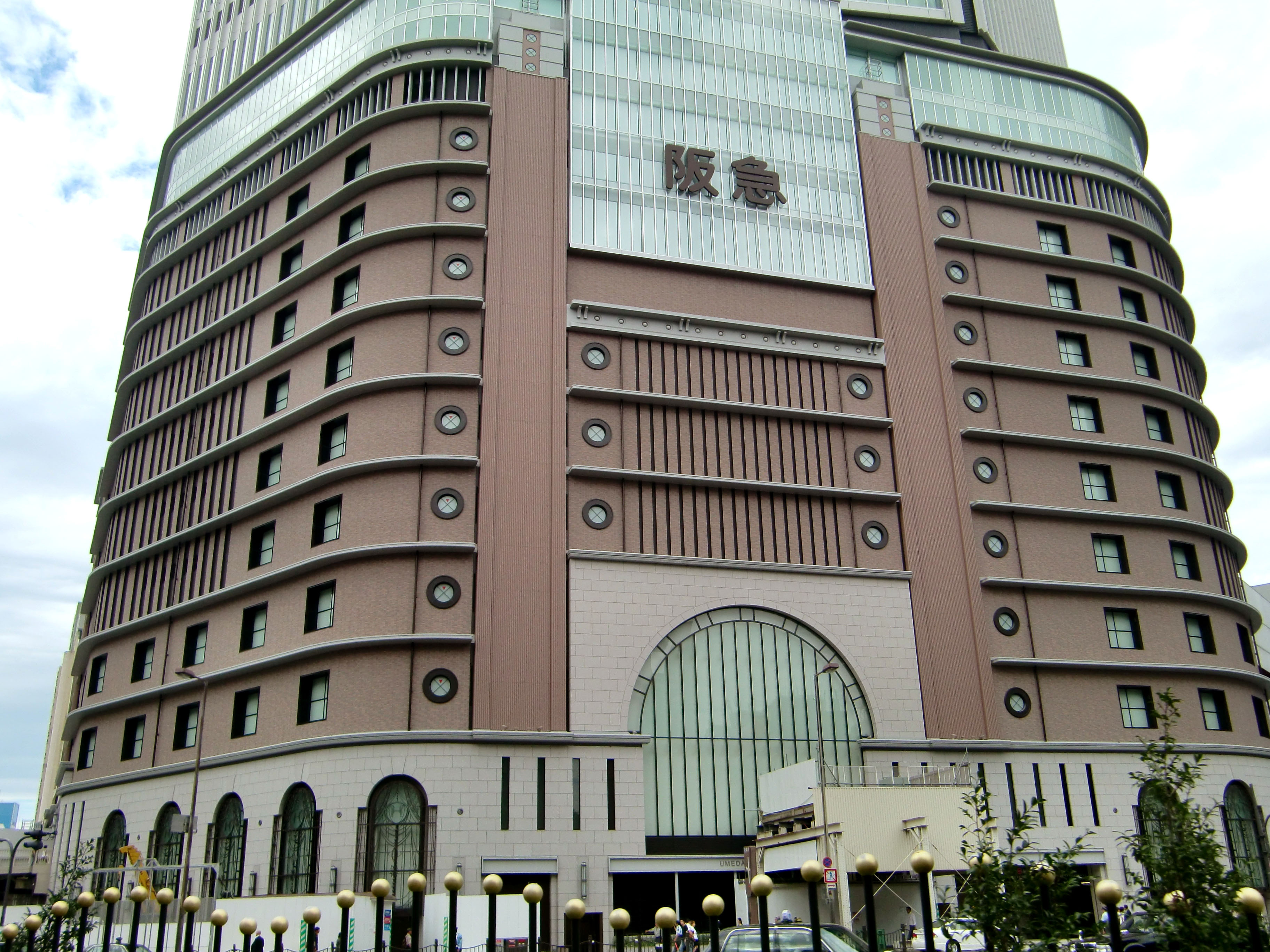
阪急百貨店梅田本店（2009年9月9日）

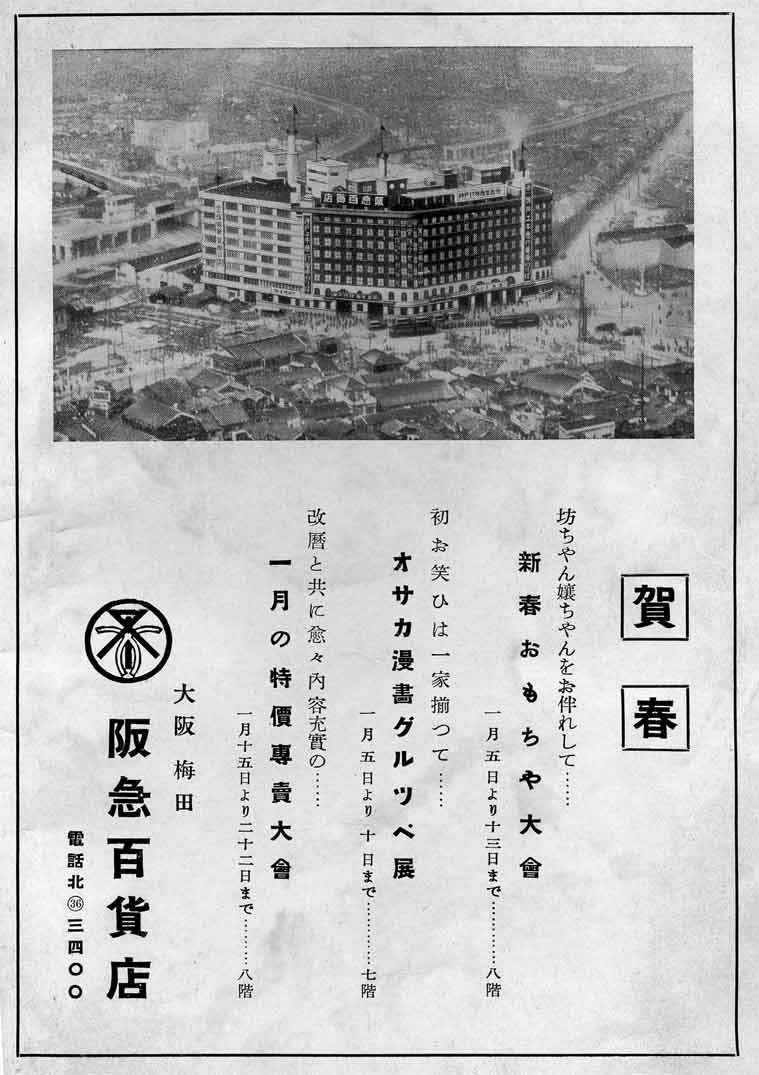
1936年雜誌廣告

阪急百貨店（日语：／ Hankyū hyakkaten ?）是日本一間百貨公司。以關西為基地，總店位於大阪市。為阪急阪神百貨店的子公司，屬於阪急阪神東寶集團旗下的H2O零售集團。

## 分店

### 日本
- 梅田本店（大阪市北区梅田）
- 神戶阪急（神戶市中央区三宮）
- 西宮阪急（西宮市）
- 寶塚阪急（寶塚市）
- 川西阪急(川西市)
- 千里阪急(豊中市、千里中央)
- 高槻阪急（高槻市）
- 博多阪急（福岡市博多区博多站JR博多城）
- 三田阪急
- 有樂町阪急（阪急Men's TOKYO）
- 阪急大井食品館
- 都筑阪急（橫濱市）

### 中华人民共和国

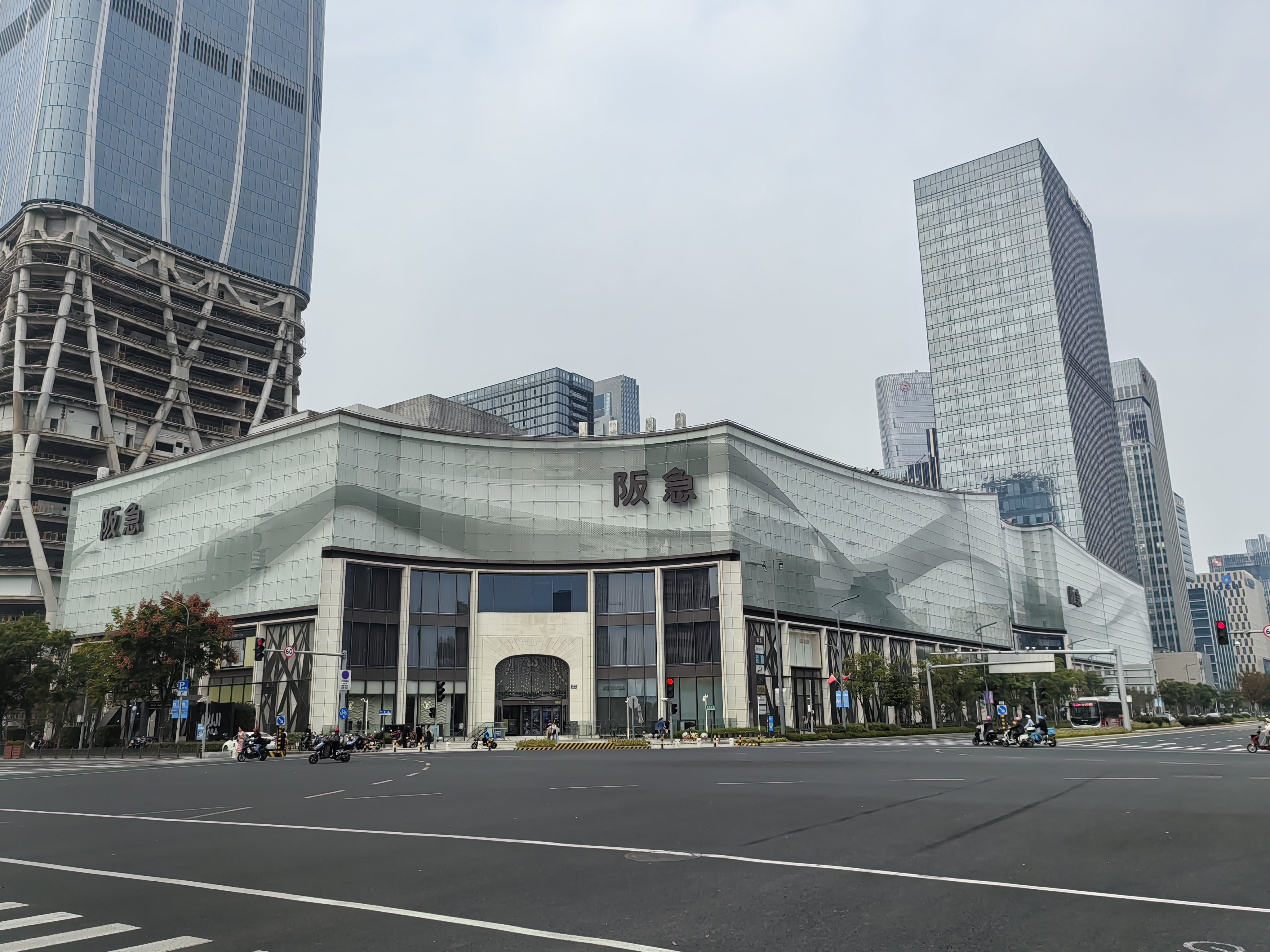
寧波阪急

- 宁波阪急 (宁波市)

### 已經關閉分店
- 數寄屋橋阪急
- 三宮阪急（與神戸阪急(現店舗)不同）
- 神戸阪急（與神戸阪急(現店舗)不同）
- 四条河原町阪急（京都市）

### 海外結束合作店鋪
- 統一阪急百貨

## 外部連結
- 阪急百貨店 （页面存档备份，存于）